# Ферв'ю – Валлумбілла
Ферв'ю — Валлумбілла — газопровід у австралійському штаті Квінсленд.
У 2000-х роках почалась активна розробка метану вугільних пластів басейну Сурат з подачею додаткового ресурсу до газового хабу у Валлумбілла, звідки він, зокрема, міг потрапляти до трубопроводів Валлумбілла – Брисбен та Валлумбілла — Мумба. Зокрема, у 2006-му проклали трубопровід Comet Ridge — Wallumbilla Pipeline (CRWP), який забезпечив видачу продукції установки підготовки Ферв'ю. CRWP має довжину 127 км та виконаний у діаметрі 350 мм.
У 2015-му на східному узбережжі континенту почав роботу завод зі зрідження газу Гладстон ЗПГ, який отримує метану басейну Сурат через трубопровід Ферв'ю – Кертіс-Айленд. Як наслідок, CRWP перетворили на бідирекціональний із переважним напрямком перекачування ресурсу до Ферв'ю. Крім того, в межах проєкту Comet Ridge to Wallumbilla Pipeline Loop (CRWP Loop) проклали другу нитку, що працює лише у північному напрямку, тобто від хабу у Валлумбілла до Ферв'ю. CRWP Loop виконана в діаметрі 600 мм та має дещо меншу довжину 120 км, оскільки завершується на вихідній компресорній станції газопроводу Ферв'ю — Кертіс-Айленд.
Як CRWP, так і CRWP Loop мають сполучення з підземним сховищем газу Рома. Хаб у Валлумбілла надає можливість отримувати ресурс з трубопроводу Валлумбілла – Мумба (перетворений на бідирекціональний по всій довжині у 2014-му) і сполучений з підземними сховищами газу Сілвер-Спрінгс та Ньюстед (крім того, до Валлумбілла можлива подача газу по трубопроводам Спрінг-Галлі – Валлумбілла, Віндібрі – Валлумбілла, Талінга – Валлумбілла,  Ріді-Крі – Валлумбілла, втім, всі їх вихідні установки підготовки наразі безпосередньо під’єднані до потужних трубопровідних систем, що ведуть на острів Кертіс-Айленд).
У 2019-му до Ферв'ю — Валлумбілла під'єднали установку підготовки Рома-Норт.